# Pau Franch Franch
Pau Franch Franch (Bechí, Castellón, 25 de julio de 1988) es un futbolista español. Juega de delantero en el Atlético Saguntino.

## Trayectoria
Pau Franch se formó en las categorías inferiores del CD Castellón, está jugando en el equipo filial CD Castellón B en Tercera División alternando con participaciones en el primer equipo. Debutó con el CD Castellón el 18 de noviembre de 2007 en partido de Liga ante el SD Eibar.
Tras alternar dos campañas el primer y el segundo equipo, en el verano de 2009 fue presentado como jugador del CD Castellón. Sin embargo, antes las pocas oportunidades de jugar contando por delante a un jugador como Leonardo Ulloa, unas semanas después se le cedió al CD Alcoyano, de la Segunda división B. A pesar de pasar parte de la temporada lesionado, ofreció un buen rendimiento y el conjunto alicantino se clasificó para las eliminatorias de ascenso.
Tras el descenso del CD Castellón, Pau fue el único jugador de la primera plantilla junto a Pol Bueso que continuó en el club de la Plana.

## Clubes
| Club                                            | País   | Temporada | Liga               | Partidos | Goles | Copa | Goles |
| ----------------------------------------------- | ------ | --------- | ------------------ | -------- | ----- | ---- | ----- |
| CD Castellón B                                  | España | 2007/08   | Tercera División   | 26       | 12    |      |       |
| CD Castellón                                    | España | 2007/08   | Segunda División   | 7        |       |      |       |
| CD Castellón B                                  | España | 2008/09   | Tercera División   | 20       | 8     |      |       |
| CD Castellón                                    | España | 2008/09   | Segunda División   | 8        | 1     | 2    | 0     |
| CD Alcoyano                                     | España | 2009/10   | Segunda División B | 20       | 8     | 3    | 0     |
| CD Castellón                                    | España | 2010/11   | Segunda División B | 27       | 4     | 1    | 0     |
| Club Deportivo Denia                            | España | 2011/12   | Segunda División B | 30       | 10    | -    | -     |
| Olimpic de Xativa                               | España | 2012/13   | Segunda División B | 25       | 6     | -    | -     |
| Olimpic de Xativa                               | España | 2013/14   | Segunda División B | -        | -     | -    | -     |
| La Hoya Lorca CF                                | España | 2014/15   | Segunda División B | -        | -     | -    | -     |
| Arandina Club de Fútbol                         | España | 2015/16   | Segunda División B | 33       | 11    | -    | -     |
| Yugo-Unión Deportiva Socuéllamos Club de Fútbol | España | 2017      | Segunda División B | -        | -     | -    | -     |